# Francisco de la Rosa
Francisco de la Rosa Jiménez (3 de marzo de 1966 - 6 de enero de 2011) fue un lanzador dominicano que jugó en las Grandes Ligas de Béisbol que hizo dos apariciones con los Orioles de Baltimore durante la temporada de 1991.
Nacido en La Romana, República Dominicana, se desarrolló como jugador de béisbol en toda el área de San Pedro de Macorís, un semillero de futuros talentos de Grandes Ligas en el país. Firmado por el scout Epy Guerrero para los Azulejos de Toronto en 1985, y pasó una temporada con los Gulf Coast League Blue Jays, donde se fue de 0-1 con una efectividad de 5.52 en 16 apariciones como relevista, antes de ser liberado por Toronto.
De la Rosa se unió a la organización de los Orioles de Baltimore en 1988, y se fue de 3-4 con una efectividad de 4.61 para los Hagerstown Suns de la Carolina League. A pesar de haber sido utilizado principalmente como relevista, fue convertido en abridor con los Hagerstown en 1990, ahora en la double A Eastern League. En ese rol, De la Rosa se fue de 9-5 con una efectividad de 2.06.
Después de compilar un récord de 4-1 con una efectividad de 2.67 para el equipo de triple A los Rochester Red Wings en 1991, De la Rosa recibió una llamada de los Orioles en septiembre, haciendo su debut en Grandes Ligas el 7 de septiembre contra los Reales de Kansas City. Como relevista y heredando una situación de bases llenas con dos out, retiró a Bill Pecota con un elevado al jardín izquierdo para poner fin a la octava entrada. Más tarde, permitió que se lleneran las bases en la novena entrada, pero escapó de la situación sin permitir carrera.
La siguiente aparición de De la Rosa se produjo un mes más tarde contra los Yanquis de Nueva York. Entrando en el juego contra los Yankees que ya habían anotado cinco carreras en la tercera entrada, De la Rosa sacó los últimos dos outs de la entrada sin permitir ninguna otra carrera. Lanzó cuatro entradas perfecta antes de que los Yankees le hicieran tres carreras en la quinta.
Antes del comienzo de la temporada de 1992, los Orioles enviaron a De la Rosa a los Yankees para completar un acuerdo anterior en el que habían adquirido a Alan Mills por un jugador a ser nombrado más tarde. En dos temporadas con el equipo de triple A afiliado a los Yankees, los Columbus Clippers, De la Rosa se fue de 7-2 con una efectividad de 4.93.
De la Rosa lanzó en 1994 en la Liga de Taiwán, luego para el equipo de triple A afiliado a los Cardenales de San Luis, los triple A, los Louisville Redbirds en 1995, y para los Thunder Bay Whiskey Jacks de la independiente Northern League en 1996. 
En la Liga Dominicana jugó durante mucho tiempo con las Estrellas Orientales, ganándose el apodo de "Domador de Tigres" por su actuación contra los Tigres del Licey, siendo uno de los lanzadores más dominante y carismático del béisbol invernal por varios años.
De la Rosa continuó lanzando en las ligas independientes en Nueva York y Filadelfia antes de mudarse a Baltimore, Maryland, donde vivía con sus hermanos hasta su muerte a los 44 años de edad el 6 de enero de 2011.